# Lada Samara
Lada Samara je automobil nižší střední třídy, který v letech 1985 až 2013 vyráběla ruská automobilka Lada. Jejím předchůdcem byl VAZ 2107 a nástupcem Lada 2110. Dnešní verze je sice modernizovaná, ale po stránce designu spíše stále zapadá mezi vozy z počátku 90. let 20. století.

## Popis

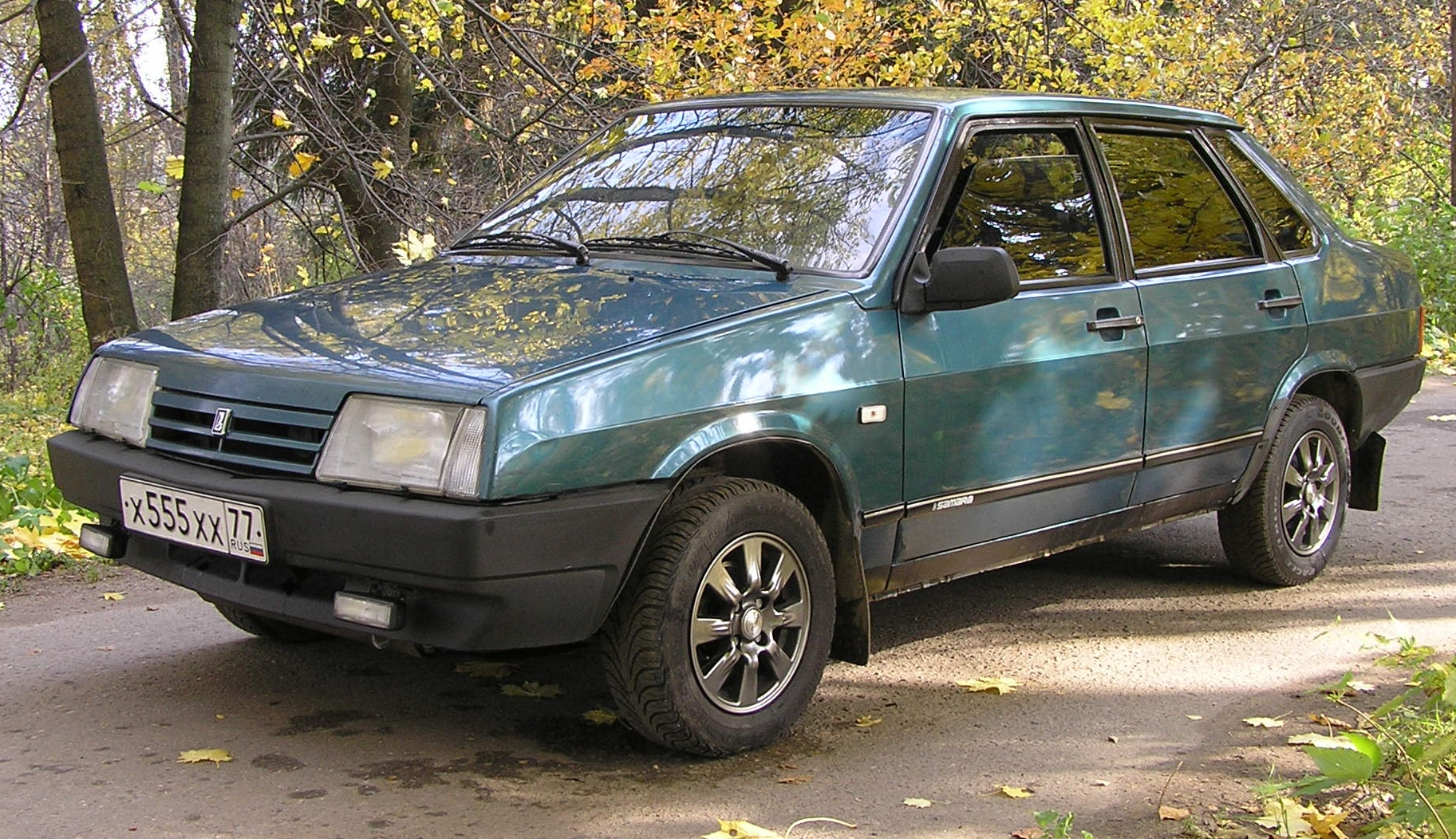
Lada Forma (Samara sedan)

Jméno Samara bylo použito pro export, jedná se o jméno ruského města. V Rusku se model jmenoval Sputnik. Samara byla první Lada, která nepoužívala karoserii vycházející z vozu Fiat 124. Design byl modernější, hranatý. Kromě sedanu se vyráběl i tří- nebo od roku 1988 pětidveřový hatchback. Sedan měl objem zavazadlového prostoru 425 l a hatchback 330 l. Lada chtěla se Samarou prorazit na západní trh. Vůz měl být spolehlivý, robustní a za nízkou cenu. Kromě Ruska se vyráběla i ve finském Uusikaupunki, v závodě Valmet Automotive plant.

## Motory
- 1,1 – 39 kW
- 1,3 – 48 kW
- 1,5 – 55 kW
- 1,5i – 52 kW
- 1.6 8V 59,5 kW plnící Euro III

## Závodní verze
Vozy Lada Samara se pravidelně účastnily rallye ve skupině A. Tyto speciály poháněl motor o objemu 1500 cm3, který dosahoval výkonu 73 kW. Vozy měly pětistupňovou převodovku. U nás tento vůz nasazoval Agroteam Slušovice a v domácím mistrovství s ním startovala posádka Pavel Malý a Pavel Bečka.

### Lada Samara Eva
Lada Samara Eva byl rallye speciál určený pro skupinu B. První prototyp byl viděn na Sojuz rallye v leden 1985. První prototyp měl pohon všech kol převzatý z vozu Lada Niva a motor byl umístěn uprostřed. Velitelem projektu byl údajně Stasys Brundza. S původním typem Samara měl shodné jen čelní sklo a boční dveře. Vůz měl pevný pilotní prostor a laminátový odklopný předek, který ukrýval náhradní kolo. Jeden z prototypů byl poháněn motorem Porsche, jinak automobilka vyvíjela šestnáctiventilový motor s rozvodem DOHC o objemu 1860 cm3 přeplňovaný turbodmychadlem, který dosahoval výkonu 300 koní. Vůz nestartoval na žádné mezinárodní soutěži. Zúčastnil se jen Rallye 1000 jezer 1986 a Acropolis rallye 1986 jako předjezdec.

### Lada Samara S-Proto
Jednalo se o další evoluci typu Eva. Vůz byl vyvíjen pro závody ve skupině S, která ale nikdy nevznikla.

### Lada Samara T3
Tento typ vycházel ze specifikace S-Proto, ale byl připraven pro závody Rallye Dakar. Poháněl ji motor Porsche o objemu 3,6 litru a výkonu 400 koní. Na Rallye Dakar 1990 byl jeden vůz sedmý a na Rallye Dakar 1991 pátý. Vítězství vybojoval na Rallye Faraonů.

## Konec výroby
Koncem roku 2013 byla v Iževském automobilovém závodě výroba vozu definitivně ukončena.